# Rue des Bouchers (Namur)
La Rue des Bouchers est une courte voie de circulation urbaine piétonnière du centre historique de la ville de Namur, en Belgique. Créée au XVIe siècle pour la corporation des bouchers et les métiers de la viande, elle s’est radicalement transformée pour devenir au XXIe siècle une voie et zone piétonne bordant la Halle al'Chair. Partant de la rue du Pont elle se termine quai Ferdinand Courtois.  

## Historique
La rue des Bouchers appartient au groupe des anciennes rues de Namur qui rappellent les corporations d’artisans et commerçants  (avec la rue des Brasseurs, la rue des Fripiers et la rue des Tanneries) qui eurent une grande influence dans l’émergence des villes.
Au XVIe siècle les épidémies récurrentes de peste et autres maladies mortelles font comprendre que des mesures d'hygiène publique sont nécessaires dans les villes. Par décision du gouvernement espagnol des Pays-Bas méridionaux (à Bruxelles) une ‘boucherie’ est construite en bord de Sambre, pour l’abattage des animaux destinés à la viande de consommation. La ‘Boucherie’ (devenue la ‘Halle al’Chair’) est construite à la fin du XVIe siècle (1588). Désormais l’abattage et le commerce de la viande ne sont plus autorisés que dans - ou aux abords de - la ’Boucherie’, les déchets étant ainsi facilement évacué dans la Sambre. C’est la naissance de la ‘rue des Bouchers’, avec ses échoppes de bouchers, qui longeait la ‘Boucherie’ sur son côté septentrional.  Elle eut bientôt sa chapelle Saint-Hubert, saint patron protecteur de la corporation des bouchers.
Si la ‘rue des Brasseurs’ - qui la prolonge, en quelque sorte, de l’autre côté de la rue du Pont’ -  a gardé de nombreuses maisons d’époque qui rappellent l’origine de cette voie urbaine, il n’en est rien pour la rue des Bouchers. Elle est devenue piétonne et il ne s’y trouve plus rien qui ressemble à une échoppe de boucher, ni même autre commerce ou habitation. Seule la ‘Halle al’Chair’, remarquable monument de l’architecture civile de style mosan, rappelle son passé. 
Les grandes transformations eurent lieu au XIXe siècle. Avec la démolition des enceintes fortifiées de la ville de Namur on souhaite prolonger la rue vers le boulevard du bord de Sambre.  Vers 1860 la chapelle Saint-Hubert est démolie, ainsi que plusieurs habitations. En 1855, la ‘Halle al’Chair’ devient le musée archéologique de Namur. 
Dans les années 1930 de grands projets de modernisation de la ville de Namur (pour éviter la ‘taudérisation’ des bâtiments anciens) entraine la disparition des habitations de la rue de Bouchers : les quartiers pauvres populaires, considérés comme malfamés, sont supprimés. Ces destructions ont lieu entre 1932 et 1935. Le projet de relier le ‘marché aux foins’ au (nouveau) pont de France (1933), n’est cependant pas entièrement réalisé.

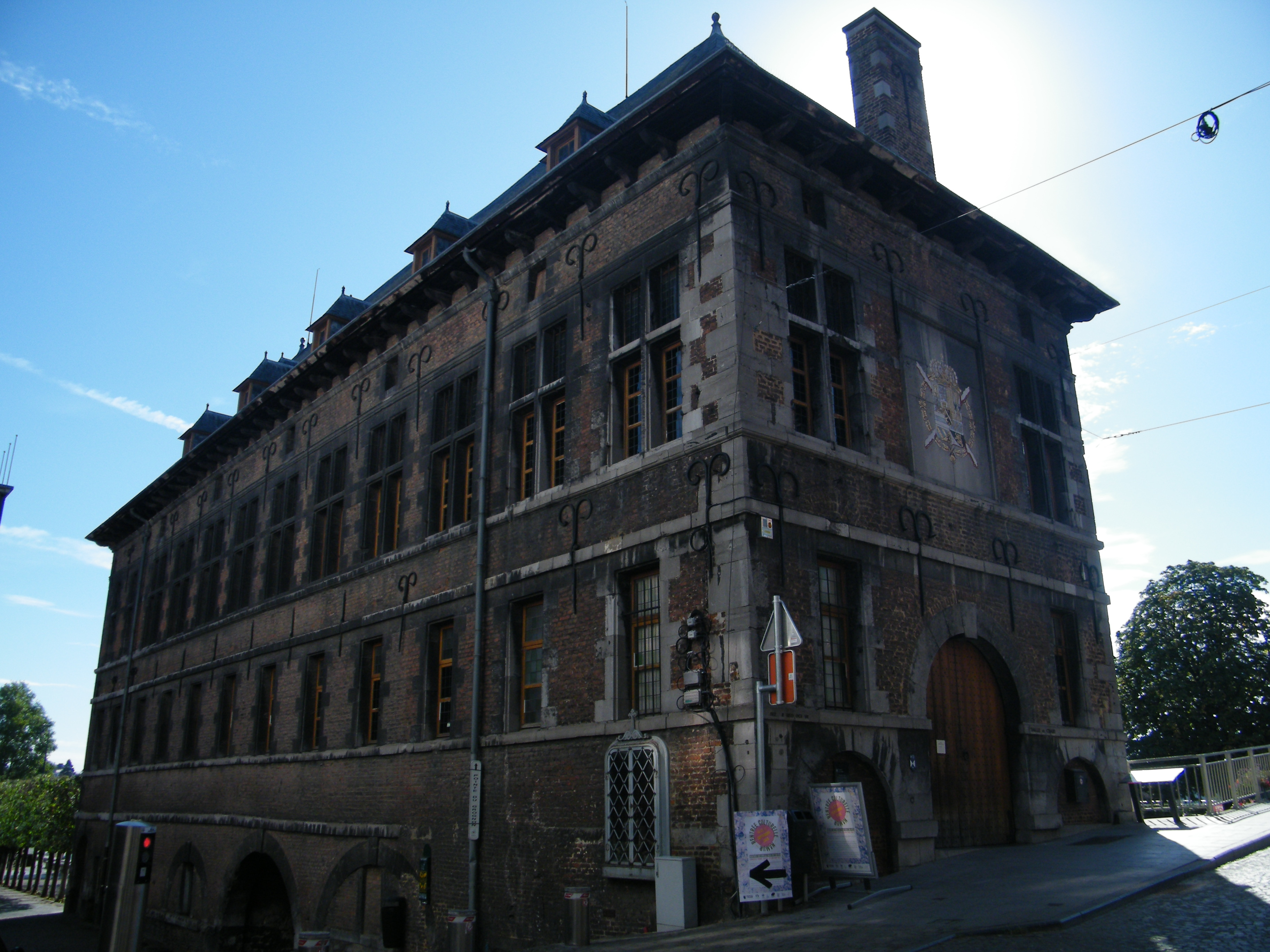
L'origine de la 'rue des Bouchers' est liée à la construction de la Halle al'Chair (1588)

## Aujourd’hui
Radicalement différente de ce qu’elle avait été la ‘rue des Bouchers’ est aujourd’hui (2023) un espace piétonnier de largeur variable partant de la rue du Pont et se terminant en gradins descendant vers l’ancien chemin de halage (quai Ferdinand Courtois) et la Sambre, où ceux qui le souhaitent peuvent passer par la ‘porte de Sambre-et-Meuse’, monument historique (1728) qui est vestige de l’ancienne enceinte de la ville.  Comme pour faire oublier le passé aucune plaque de rue ne signale plus la ‘rue des Bouchers’. 
La rue ne compte plus aucune habitation. Mais, paradoxalement on y voit, au départ de la rue, un des plus anciens et prestigieux monuments de la ville de Namur, la Halle al'Chair (1588) qui rappellera pour longtemps l’ancienne présence des bouchers, et à l’autre extrémité, un des bâtiments les plus modernes de la ville, le Delta (‘Espace culturel’), fondé en 1957 et complètement rénové en 2016.